# Katanga (Film)
Katanga ist ein britischer Kriegsfilm aus dem Jahre 1968 von Jack Cardiff mit Rod Taylor und Yvette Mimieux. Er basiert auf dem Roman Schwarze Sonne (Originaltitel: The Dark of the Sun) von Wilbur Smith. 

## Handlung
Der deutsche Söldner Willy Krüger erhält bei seiner Ankunft im Kongo den Auftrag, mit einem von ihm befehligten Trupp Regierungssoldaten die in Fort Reprieve gelagerten Diamanten und die dort lebenden Weißen vor den herannahenden Simbas in Sicherheit zu bringen. Zusammen mit dem im Kongo geborenen Sergeant Ruffo, seinem immer noch von der Nazi-Ideologie überzeugten ehemaligen Wehrmachtskameraden Henlein, dem trunksüchtigen Arzt Dr. Wreid und 40 weiteren Soldaten macht er sich auf einem eigens zusammengestellten Eisenbahnzug auf den langen Weg zur Siedlung.
Während der Fahrt trifft der Trupp auf Claire, die kurz zuvor in einem Versteck einen Rebellenangriff überstanden hat. Mit ihr zusammen kommt der Zug endlich in Fort Reprieve an. Die Diamanten liegen jedoch in einem Tresor mit Zeitschloss, das sich erst in drei Stunden wieder öffnen lässt. Nach Ablauf dieser Frist kann Krüger gerade noch die Diamanten bergen, während die feindliche Armee unter General Moses schon in die Siedlung vordringt. Unter Granatwerferbeschuss verlässt der Zug den Bahnhof.
Von einer Granate getroffen, entgleist nach kurzer Fahrt die Lokomotive, und ein mit Zivilisten besetzter Wagen rollt die abschüssige Strecke zurück. Da sich die Diamanten ebenfalls in diesem Waggon befinden, entschließen sich die Söldner zu einer waghalsigen Kommandoaktion. Nach Einbruch der Dunkelheit feiern die Rebellen ihren Sieg und vergehen sich an den Passagieren sowie an den Nonnen einer nahegelegenen Missionsstation. Im Schutze der Nacht begeben sich die Söldner in das Dorf zurück, können nach einem Feuergefecht mit den Rebellen tatsächlich die wertvollen Diamanten an sich nehmen und flüchten schließlich in den Fahrzeugen der Rebellenarmee.
Diese Fahrt endet jedoch bald aus Mangel an Treibstoff. Während Krüger sich auf den Weg zu einer Bahnstation mit Funkgerät macht, sieht Henlein seine Chance, mit den Diamanten zu verschwinden und tötet Ruffo. Krüger, der mittlerweile Ruffo wegen seiner Integrität und Intelligenz schätzen gelernt hat, entscheidet sich, seinen ehemaligen Kameraden Henlein zu jagen. Er besiegt ihn im Zweikampf und kann ihn töten, entscheidet sich dann aber, sein Kommando niederzulegen und den eingeborenen Corporal Kataki mit der Führung zu beauftragen, weil er mit der verübten Lynchjustiz gegen seine eigenen moralischen Maßstäbe verstoßen hat.

## Historisches
Detaillierte Angaben unter Geschichte der Demokratischen Republik Kongo
Der Film wurde zu Zeiten der Kongo-Wirren gedreht und spiegelt insofern die damals aktuelle Situation in Katanga wider. Nach dem übereilten Rückzug der Kolonialmacht Belgien aus Belgisch-Kongo stürzte das Land in einen Strudel von Gewalt und Anarchie. Trotz Engagements der Vereinten Nationen wurde der Kongo zum Spielball der beiden Großmächte des Kalten Krieges und leidet heute unter den damaligen Versäumnissen, den Folgen jahrzehntelanger Diktatur und immer wieder aufflammender Kämpfe.

## Kritiken
„Auf Spannung getrimmte Abenteuergeschichte, die dem Ernst der tatsächlichen Vorgänge nicht gerecht wird und Grausamkeiten selbstzweckhaft darstellt.“

## Verfügbarkeit
Der Film ist in Deutschland nur auf VHS verfügbar. Im Jahr 2019 veröffentlichte in Italien der Herausgeber A & R Productions unter dem Titel Il Buio Oltre Il Sole eine DVD, die neben dem englischen und italienischen Originalton auch über eine deutsche Tonspur verfügt.